# Wydział Matematyczno-Przyrodniczy Uniwersytetu Jagiellońskiego
Wydział Matematyczno-Przyrodniczy Uniwersytetu Jagiellońskiego jeden z dwóch wydziałów powstałych w 1945 z podziału ówczesnego Wydziału Filozoficznego Uniwersytetu Jagiellońskiego na Wydział Humanistyczny i Wydział Matematyczno-Przyrodniczy.

## Historia
Wydział Matematyczno-Przyrodniczy Uniwersytetu Jagiellońskiego został utworzony 16 lutego 1945 w wyniku podziału ówczesnego Wydziału Filozoficznego, obejmującego zarówno nauki humanistyczne, jak i ścisłe, na dwa wydziały: Wydział Humanistyczny oraz Wydział Matematyczno-Przyrodniczy. Pierwszym dziekanem wydziału został matematyk Franciszek Leja. Na wydziale prowadzono wykłady i badania z zakresu astronomii, chemii, fizyki, matematyki, biologii i nauk o ziemi. 
W roku 1951 Wydział Matematyczno-Przyrodniczy UJ podzielono na dwa wydziały: Wydział Biologii i Nauk o Ziemi oraz Wydział Matematyki, Fizyki i Chemii.

## Dziekani Wydziału Matematyczno-Przyrodniczego UJ
Dziekani Wydziału Matematyczno-Przyrodniczego UJ (1945-51):
| Dziekan            | Lata pełnienia funkcji |
| ------------------ | ---------------------- |
| Franciszek Leja    | 1945 - 1946            |
| Kazimierz Stołyhwo | 1946 - 1947            |
| Bogdan Kamieński   | 1947 - 1951            |